# Phillipsit
A phillipsit (alakja alapján nevezik kockás zeolitnak is) kalciumot,  nátriumot és káliumot egyaránt tartalmazó víztartalmú alumoszilikát. A IV.Szilikátok ásványosztályában monoklin (álszabályos) rendszerben kristályosodik, az önálló zeolitcsoport ásványegyüttesének tagja. Kizárólag ikerkristályokban jelenik meg, a zeolitcsoport gyakran előforduló ásványa.

## Kémiai és fizikai tulajdonságai
- Képlete:  (Ca,Na,K)2(Al,Si)8O16x6(H2O).
- Szimmetriája: a monoklin kristályrendszerben, szabályos szimmetriát mutatnak ikerkristályai.
- Sűrűsége: 2,2-2,5 g/cm³.
- Keménysége: 4,0-4,5  (a Mohs-féle keménységi skála szerint).
- Hasadása: jól hasítható.
- Törése:  egyenetlen törésű.
- Színe:  színtelen vagy fehér, enyhén sárgásan vagy vöröses elszíneződésű.
- Fénye: üvegfényű.
- Átlátszósága:   átlátszó vagy áttetsző.
- Pora:  színtelen vagy fehér.
- Különleges tulajdonsága:   sósavban oldódik.
- Kémiai Összetétele:
- Kalcium (Ca) =3,1%
- Nátrium (Na) =3,1%
- Kálium (K) =3,6%
- Alumínium (Al) =11,6%
- Szilícium (Si) =22,5%
- Hidrogén (H) =1,9%
- Oxigén (O) =54,2%

## Keletkezése
Hidrotermás képződése a jellemző. Bazalt hólyagüregeiben és más mélységi eruptív kőzetek hasadékaiban válik ki. Mélytengeri üledékekben és hévvizes környezetben is megtalálható.
Hasonló ásványok: a kalcit, a kvarc és a zeolitcsoport egyes tagjai.

## Előfordulásai
Németországban Vogelsberg és Kaiserstuhl környékén. Izland területén bazalthoz kötődik. Írországban több helyen. Csehország és Lengyelország területén. Olaszországban a Vezúv környékén, Cataniában és Vicenza vidékén ugyancsak bazalt kötődéssel. Az Amerikai Egyesült Államokban Hawaii és Kalifornia szövetségi államokban fordul elő.  A Csendes-óceán mélytengeri bazalt hátságokban is megtalálták.

## Előfordulásai Magyarországon
Vindornyaszőlős mellett a Kovácsi-hegy kőbányájában gyakoriak a phillipsit apró ikerkristályos hólyagüreg bevonatok, nátrolit és kalcit társaságában. Nemesgulács kőbányáiban a leggyakoribb zeolitásvány, itt jellemzőek cseppkőszerű képződményei, a bazalt törmelékeit gyakran phillipsit cementálja breccsa jellegű kőzetté. Badacsony közismert bazalt-orgonáinak üregeiben kettős és négyes víztiszta ikerkristályokban található  a phillipsit. A ma már Tapolca csatolt részeként szereplő Diszeltől keleti irányban a Halyagos-hegy nagy kőfejtője a Balaton környék legjobb phillipsit lelőhelye, ahol tizenkettes ikerkristályokban, elágazó-ikrekben és sugaras-rostos gömbökben kalcit és más a zeolitcsoport tagja mellett találhatók szépen fejlett kristályok. A prágacsehi felhagyott kőbányában a bazalt üregeit jól fejlett álnégyzetes phillipsit kristályok találhatók, melyekre helyenként nátrolit és kalcit kristályok telepedtek. Bazsi közelében a Tátika-hegy bazaltjaiban kéregszerű bevonatot alkotnak a phillipsit kristályok. Ugyancsak Bazsi mellett sűrűn találhatóak bazaltgörgetegek, melyek üregeit phillipsit tölti ki. Zalaszántó közelében a Szántói-hegy és a Hermántó-hegy kőbányáiban fenn-nőtt ikerkristályok gyakoriak, aragonit és nátrolit társaságában. Ugyancsak Veszprém vármegyében Sarvaly-hegy az egyik legelterjedtebb phillipsit lelőhely, ahol víztiszta és fehéres négyes ikerkristályok a gyakoriak. Nógrád vármegyében Salgótarján térségében Somoskő és Vár-hegy bazalt előfordulásainak üregeiben találhatók fehéres tizenkettes iker kristályok.

## Kísérő ásványok
A zeolitcsoport más ásványai (elsősorban: nátrolit és chabazit), kalcit, kvarcit és aragonit.